# Đại hội Đảng Cộng sản Việt Nam lần thứ XIII
Đại hội Đảng Cộng sản Việt Nam lần thứ XIII, tên chính thức là Đại hội đại biểu toàn quốc Đảng Cộng sản Việt Nam lần thứ XIII là Đại hội đại biểu toàn quốc lần thứ 13 của Đảng Cộng sản Việt Nam. Đại hội diễn ra từ ngày 25/1 đến ngày 1/2/2021 tại Trung tâm Hội nghị Quốc gia, phường Mễ Trì, quận Nam Từ Liêm, Hà Nội. Các thông tin chính thống đầu tiên được đưa ra khá sớm từ tháng 1/2019 trên báo chí.
Đã có 1.587 đại biểu tham dự đại hội, so với dự đoán 1.590 đại biểu tham dự, hơn 80 đại biểu so với Đại hội 12 (có 1.510 đại biểu). Số lượng này phân bổ cho các đảng bộ trực thuộc Trung ương. Theo đó, có 67 đầu mối các đảng bộ trực thuộc Trung ương, mỗi đảng bộ cử 13 đại biểu. Phân bổ theo số lượng đảng viên và tính đến tháng 3/2020, cứ 12.000 đảng viên có thêm 1 đại biểu; nếu lẻ từ 6.001 đảng viên trở lên thì có thêm 1 đại biểu.
Tại Đại hội, Đảng Cộng sản Việt Nam sẽ tổ chức đánh giá kết quả lãnh đạo và phát triển đất nước, quá trình thực hiện nghị quyết Đại hội XII (2016 – 2021) và đề ra mục tiêu, nhiệm vụ tổng quát phát triển đất nước trong giai đoạn 2021 – 2025, tầm nhìn đến năm 2045. Cũng tại đây, Ban Chấp hành Trung ương Đảng mới lần lượt bầu Bộ Chính trị, Ban Bí thư, Ủy ban Kiểm tra Trung ương, Tổng Bí thư theo thủ tục quy định tại Điều lệ Đảng và Quy chế bầu cử trong Đảng năm 2020 của Ban Chấp hành Trung ương Đảng.
Đài Truyền hình Việt Nam, Đài Tiếng nói Việt Nam và Kênh Truyền hình Nhân Dân được chỉ định làm đơn vị truyền hình trực tiếp, phát thanh trực tiếp phiên khai mạc và phiên bế mạc của đại hội, được tiếp sóng trên các đài phát thanh, truyền hình trên cả nước. Ngoài ra, sự kiện cũng được phát sóng trực tuyến trên Báo điện tử Đảng Cộng sản Việt Nam và một số trang web khác.

## Bối cảnh

### Định hướng chung

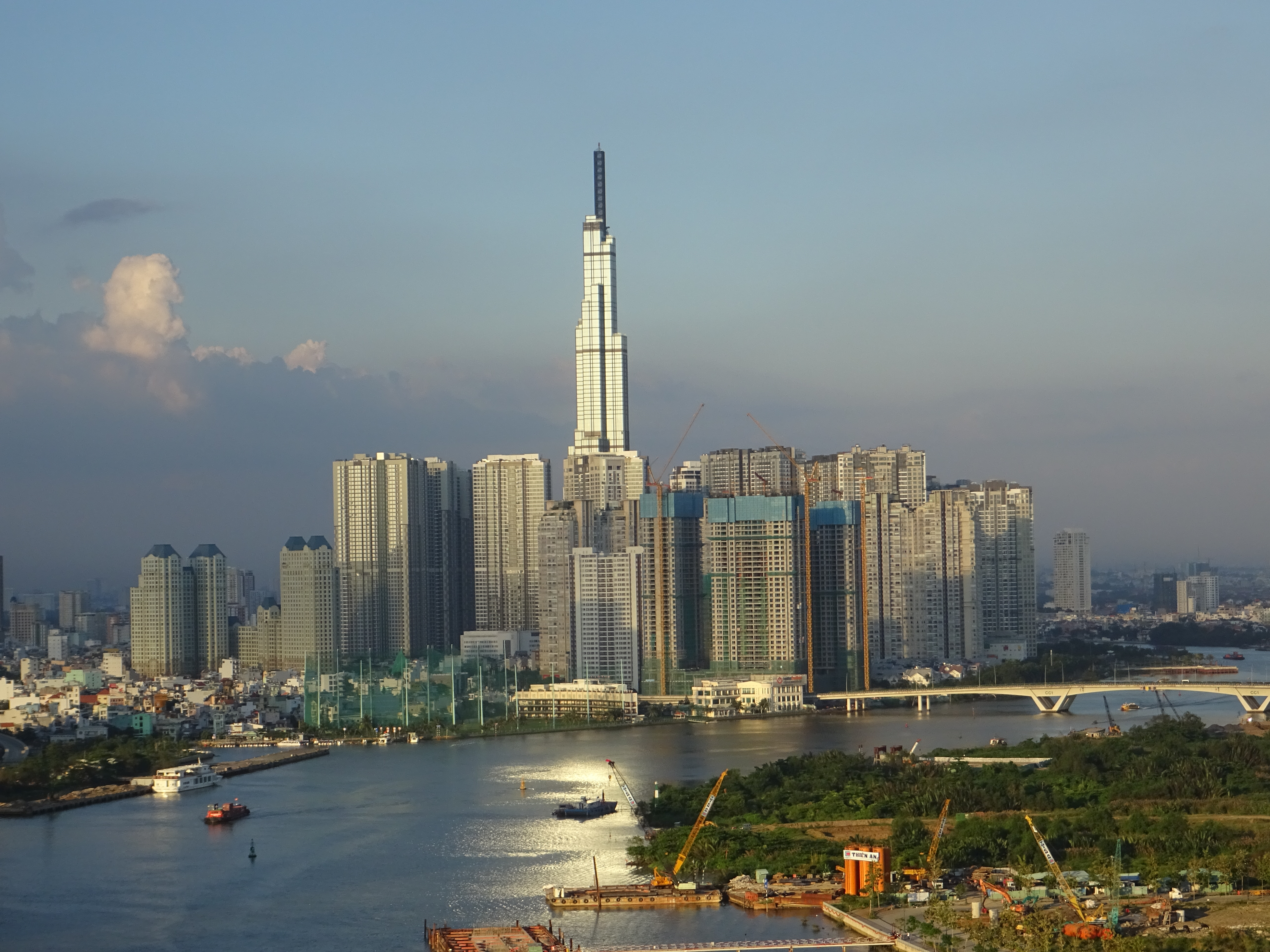
Việt Nam định hướng đến năm 2045 sẽ trở thành nước phát triển, thu nhập cao.

Trước ngày lễ Quốc khánh Việt Nam 2020, Tổng Bí thư, Chủ tịch nước, Trưởng Tiểu ban Văn kiện Đại hội XIII của Đảng Cộng sản Việt Nam là Nguyễn Phú Trọng đã có bài viết với tiêu đề "Chuẩn bị và tiến hành thật tốt Đại hội XIII của Đảng, đưa đất nước bước vào một giai đoạn phát triển mới" đăng trên báo Nhân dân. Trong đó nêu ra các định hướng cho Đại hội 13. Tóm lược lại có các định hướng quan trọng nhất là:
- Phấn đấu để đến giữa thế kỷ XXI, Việt Nam trở thành nước phát triển, theo định hướng xã hội chủ nghĩa. Các mục tiêu quan trọng nhất là:
  - Đến năm 2025: Việt Nam là nước đang phát triển có công nghiệp theo hướng hiện đại, vượt qua mức thu nhập trung bình thấp;
  - Đến năm 2030, kỷ niệm 100 năm thành lập Đảng Cộng sản Việt Nam: Việt Nam là nước đang phát triển có công nghiệp hiện đại, thu nhập trung bình cao;
  - Đến năm 2045, kỷ niệm 100 năm thành lập nước Cộng hòa xã hội chủ nghĩa Việt Nam: Việt Nam trở thành nước phát triển, thu nhập cao.
- Mục tiêu tổng quát và mục tiêu cụ thể mà Đại hội đề ra là cơ sở để xác định phương hướng, nhiệm vụ, giải pháp xây dựng, phát triển đất nước. Cụ thể:
  1. Tiếp tục đổi mới mạnh mẽ tư duy, xây dựng, hoàn thiện đồng bộ thể chế phát triển bền vững về kinh tế, chính trị, văn hoá, xã hội, bảo vệ môi trường, ..., khơi dậy mọi tiềm năng và nguồn lực, tạo động lực mới cho sự phát triển nhanh và bền vững đất nước;
  2. Đổi mới mạnh mẽ mô hình tăng trưởng, cơ cấu lại nền kinh tế, đẩy mạnh công nghiệp hoá, hiện đại hoá, nâng cao chất lượng tăng trưởng, năng suất lao động và sức cạnh tranh của nền kinh tế trên cơ sở nhận thức đây là nhiệm vụ cơ bản, trọng yếu, có ý nghĩa quyết định đối với việc thực hiện mục tiêu phát triển nhanh và bền vững đất nước;
  3. Thực hiện đúng, đầy đủ vấn đề quản lý phát triển xã hội bền vững; giải quyết hài hoà các quan hệ lợi ích trong xã hội. Xử lý hiệu quả mối quan hệ giữa thực hành dân chủ đi đôi với tăng cường pháp chế, bảo đảm kỷ cương xã hội;
  4. Triển khai đồng bộ, sáng tạo, hiệu quả hoạt động đối ngoại; xây dựng nền ngoại giao hiện đại vì lợi ích quốc gia – dân tộc, lấy người dân và doanh nghiệp làm trung tâm phục vụ; chủ động và tích cực hội nhập quốc tế toàn diện, sâu rộng. Kiên quyết, kiên trì bảo vệ vững chắc độc lập, chủ quyền, quyền chủ quyền, thống nhất, toàn vẹn lãnh thổ của Tổ quốc; bảo vệ Đảng, Nhà nước, nhân dân và chế độ xã hội chủ nghĩa;
  5. Tăng cường xây dựng và chỉnh đốn Đảng, Nhà nước và toàn hệ thống chính trị trong sạch, vững mạnh, tinh gọn, hoạt động hiệu lực, hiệu quả.

### Đại hội đại biểu các cấp
Theo Chỉ thị của Bộ Chính trị Đảng Cộng sản Việt Nam, các tỉnh, thành phố và tổ chức Đảng trực thuộc trung ương phải hoàn thành tổ chức đại hội các cấp, bầu ra ban chấp hành đảng ủy khóa mới và Bí thư Đảng ủy các cấp. Đại hội cấp cơ sở đồng thời đề cử đại biểu tham dự Đại hội của cơ sở Đảng trên một cấp, theo trình tự từ thấp lên cao. Về trình tự thời gian, Đại hội Đảng bộ cấp cơ sở bắt đầu từ 2019, cho dù bị ảnh hưởng bởi đại dịch COVID-19.
Theo Chỉ thị 35-CT/TW ngày 30/5/2019, thời gian tiến hành đại hội đảng bộ các cấp được quy định như sau:
- Đại hội đảng viên hoặc đại hội đại biểu đảng bộ cơ sở không quá 2 ngày; bắt đầu từ tháng 4/2020, hoàn thành trước ngày 30/6/2020;
- Đại hội đại biểu đảng bộ cấp huyện và tương đương không quá 3 ngày; hoàn thành trước ngày 31/8/2020;
- Đại hội đại biểu đảng bộ trực thuộc Trung ương không quá 4 ngày, hoàn thành trước ngày 31/10/2020.

Từ tháng 9/2020 tiến hành Đại hội đảng các Đảng bộ trực thuộc Trung ương.
- Ngày 21/9/2020 – Hà Nam là tỉnh đầu tiên tiến hành đại hội Đảng cấp tỉnh: Đại hội đại biểu Đảng bộ tỉnh Hà Nam lần thứ XX, nhiệm kỳ 2020 – 2025 đã khai mạc, và đây là địa phương đầu tiên tổ chức đại hội Đảng bộ cấp tỉnh;
- Ngày 26/9/2020 – Đại hội Đảng bộ tỉnh Quảng Ninh: Ông Nguyễn Xuân Ký tái đắc cử bí thư Tỉnh ủy Quảng Ninh. Ông Ký 48 tuổi, quê tại xã Xuân Đài, huyện Xuân Trường, tỉnh Nam Định) là một cán bộ có quá trình công tác lâu năm tại Quảng Ninh với trình độ chuyên môn thạc sĩ quản trị kinh doanh;
- Ngày 28/9/2020 – Đại hội đại biểu Đảng bộ Quân đội lần thứ XI: Đại hội có Tổng bí thư, Chủ tịch nước Nguyễn Phú Trọng, Thủ tướng Chính phủ Nguyễn Xuân Phúc, Chủ tịch Quốc hội Nguyễn Thị Kim Ngân đã tới dự phiên khai mạc Đại hội đại biểu Đảng bộ Quân đội lần thứ XI;
- Ngày 28/9/2020 – Đại hội Đảng bộ tỉnh Gia Lai Thường trực Ban Bí thư Trần Quốc Vượng dự đại hội Đảng bộ tỉnh Gia Lai. Ông Hồ Văn Niên tái đắc cử bí thư tỉnh ủy Gia Lai. Ông Hồ Văn Niên (45 tuổi), người dân tộc Ba Na, trú tại Gia Lai, là cử nhân luật;
- Ngày 1/10/2020 – Đại hội Đảng bộ Bình Phước: 350 đại biểu dự đại hội Đảng bộ Bình Phước từ ngày 1/10 đến ngày 3/10/2020.

### Dự thảo văn kiện Đại hội
Theo Hướng dẫn số 151-HD/BTGTW của Ban Tuyên giáo Trung ương về việc công bố, thảo luận, lấy ý kiến của nhân dân vào dự thảo các văn kiện trình Đại hội đại biểu toàn quốc lần thứ XIII của Đảng, ý kiến đóng góp cần tập trung vào các vấn đề lớn sau đây:
A. Đối với Dự thảo báo cáo chính trị của Ban Chấp hành Trung ương (khóa XII) tại Đại hội đại biểu toàn quốc lần thứ XIII của Đảng, tập trung thảo luận, đóng góp ý kiến về các vấn đề:
- Kết quả thực hiện Nghị quyết Đại hội XII và diện mạo đất nước sau 35 năm đổi mới.
- Tầm nhìn và định hướng phát triển: Quan điểm chỉ đạo; mục tiêu phát triển tổng quát; các chỉ tiêu chủ yếu về phát triển kinh tế - xã hội 5 năm 2021 - 2025; 12 định hướng phát triển đất nước giai đoạn 2021 - 2030.
- Định hướng nhiệm vụ, giải pháp phát triển kinh tế.
- Định hướng nhiệm vụ, giải pháp phát triển giáo dục và đào tạo, khoa học và công nghệ.
- Định hướng nhiệm vụ, giải pháp phát triển văn hóa, xã hội, con người; quản lý tài nguyên, bảo vệ môi trường, ứng phó biến đổi khí hậu.
- Định hướng nhiệm vụ, giải pháp tăng cường quốc phòng, an ninh, đối ngoại.
- Định hướng nhiệm vụ, giải pháp tăng cường đại đoàn kết toàn dân tộc, dân chủ xã hội chủ nghĩa, quyền làm chủ của nhân dân, xây dựng Nhà nước pháp quyền xã hội chủ nghĩa.
- Định hướng nhiệm vụ, giải pháp xây dựng, chỉnh đốn Đảng trong sạch, vững mạnh, nâng cao năng lực lãnh đạo, cầm quyền của Đảng
- Về sáu nhiệm vụ trọng tâm, ba đột phá chiến lược trong nhiệm kỳ Đại hội XIII của Đảng.
B. Đối với Dự thảo báo cáo tổng kết thực hiện Chiến lược phát triển kinh tế - xã hội 10 năm 2011 - 2020, xây dựng Chiến lược phát triển kinh tế - xã hội 10 năm 2021 - 2030, tập trung thảo luận và đóng góp ý kiến đối với các vấn đề sau:
- Đánh giá bối cảnh trước và sau Đại hội XI (2011) đã sát, đúng với tình hình chưa?
- Những nhận định, đánh giá về kết quả đạt được, hạn chế, yếu kém và nguyên nhân trong thực hiện Chiến lược phát triển kinh tế - xã hội 10 năm 2011 - 2020 đã đầy đủ, đúng, sát với thực tiễn chưa?
- Dự báo bối cảnh quốc tế, khu vực, cơ hội, thách thức và tác động đến phát triển kinh tế - xã hội nước ta trong thời gian tới đã đầy đủ chưa? Nội dung nào cần nhấn mạnh, bổ sung?
- 5 quan điểm của Chiến lược phát triển kinh tế - xã hội nước ta trong thời gian tới đã thể hiện rõ, phù hợp chưa?
- Mục tiêu phát triển đề cập hai phương án, phương án nào phù hợp? Mục tiêu tổng quát đã bảo đảm tính bao quát và khả thi chưa? Việc xác định xây dựng nước ta trở thành nước công nghiệp theo hướng hiện đại có phù hợp với thực tiễn và xu thế phát triển của thời đại trong thời gian tới? Các chỉ tiêu chủ yếu về kinh tế, xã hội, môi trường nêu trong dự thảo Báo cáo đã phù hợp chưa?
- 3 đột phá chiến lược nêu trong dự thảo Báo cáo đã phản ánh những trọng tâm, trọng điểm cần thực hiện trong 10 năm tới chưa, nhất là những nội hàm được bổ sung vào 3 đột phá, như: phát triển mạnh mẽ khoa học và công nghệ và đổi mới sáng tạo; khơi dậy khát vọng, lòng tự hào dân tộc và phát huy giá trị văn hóa, con người Việt Nam.
- Những nhiệm vụ, giải pháp về hoàn thiện thể chế kinh tế thị trường định hướng xã hội chủ nghĩa, nhất là thị trường quyền sử dụng đất; cơ cấu lại nền kinh tế gắn với đổi mới mô hình tăng trưởng; môi trường đầu tư, kinh doanh, tháo gỡ khó khăn cho doanh nghiệp, tạo thuận lợi cho người dân…
- Những nhiệm vụ, giải pháp, cơ chế, chính sách về văn hóa, xã hội; các biện pháp giảm nghèo bền vững, tạo việc làm, chính sách tiền lương; hệ thống an sinh xã hội, nâng cao chất lượng khám, chữa bệnh; xây dựng nền văn hóa, đạo đức con người Việt Nam; giáo dục và đào tạo, phát triển nguồn nhân lực, tăng cường tiềm lực khoa học và công nghệ… những chủ trương, chính sách đó đã phù hợp chưa và còn vấn đề gì cần bổ sung?
- Những vấn đề nổi cộm về thực trạng và phương hướng xây dựng xã hội trật tự, kỷ cương, an toàn; những biện pháp để nâng cao hiệu quả phòng, chống tham nhũng, thực hành tiết kiệm, chống lãng phí.
- Những nhiệm vụ, giải pháp về bảo vệ môi trường, giảm ô nhiễm nguồn nước, không khí, ứng phó với biến đổi khí hậu đã đáp ứng yêu cầu phát triển nhanh và bền vững chưa? Những vấn đề gì đang nổi lên tại nông thôn, đô thị cần quan tâm hơn?
- Những nhiệm vụ, giải pháp về đẩy mạnh cải cách hành chính, xây dựng Nhà nước pháp quyền xã hội chủ nghĩa, nâng cao hiệu lực, hiệu quả quản lý Nhà nước…; các vấn đề về xây dựng chính quyền điện tử tiến tới chính quyền số; các giải pháp nâng cao chất lượng cung cấp dịch vụ công.
- Nhiệm vụ, giải pháp về kết hợp phát triển kinh tế - xã hội với bảo đảm quốc phòng, an ninh và công tác đối ngoại.
- Về trách nhiệm của cấp ủy đảng, chính quyền, Mặt trận Tổ quốc Việt Nam và các tổ chức chính trị - xã hội các cấp trong chỉ đạo, triển khai thực hiện Chiến lược phát triển kinh tế- xã hội 10 năm 2021-2030.
C. Đối với Dự thảo báo cáo đánh giá kết quả thực hiện nhiệm vụ phát triển kinh tế - xã hội 5 năm 2016-2020 và phương hướng, nhiệm vụ phát triển kinh tế - xã hội 5 năm 2021 - 2025, đề nghị tập trung thảo luận, cho ý kiến vào các vấn đề sau:
- Đánh giá bối cảnh trước và sau Đại hội XII (năm 2016).
- Những nhận định, đánh giá về kết quả đạt được, hạn chế, yếu kém và nguyên nhân trong thực hiện nhiệm vụ phát triển kinh tế - xã hội 5 năm 2016 - 2020 đã đầy đủ, đúng, sát với thực tiễn chưa?
- Bối cảnh quốc tế, khu vực và cơ hội, thách thức tác động đến phát triển kinh tế - xã hội nước ta 5 năm tới.
- Mục tiêu tổng quát trong giai đoạn 2021 - 2025 có bảo đảm tính bao quát và khả thi? Có 2 phương án, chọn phương án nào?
- Số lượng, nội dung các chỉ tiêu chủ yếu về kinh tế, xã hội, môi trường.
- Nhiệm vụ, giải pháp chủ yếu: (1) Tiếp tục hoàn thiện thể chế kinh tế thị trường định hướng xã hội chủ nghĩa, thúc đẩy tăng trưởng nhanh, bền vững trên cơ sở giữ vững ổn định kinh tế vĩ mô; (2) Đẩy mạnh cơ cấu lại nền kinh tế gắn với đổi mới mô hình tăng trưởng, nâng cao năng suất, chất lượng, hiệu quả và sức cạnh tranh; phát triển nền kinh tế số; (3) Phát triển các vùng và khu kinh tế; (4) Xây dựng hệ thống kết cấu hạ tầng và phát triển đô thị; (5) Tăng cường huy động và sử dụng có hiệu quả các nguồn lực đầu tư của nền kinh tế; (6) Nâng cao chất lượng nguồn nhân lực gắn với đẩy mạnh đổi mới sáng tạo, ứng dụng và phát triển mạnh mẽ khoa học, công nghệ; (7) Phát huy giá trị văn hóa, con người Việt Nam và sức mạnh toàn dân tộc, thực hiện tiến bộ, công bằng xã hội, nâng cao đời sống nhân dân, bảo đảm gắn kết hài hòa giữa phát triển kinh tế với xã hội; (8) Chủ động ứng phó với biến đổi khí hậu, phòng, chống tham nhũng, thực hành tiết kiệm, chống lãng phí; (10) Nâng cao hiệu lực, hiệu quả quản lý nhà nước và năng lực kiến tạo phát triển; (11) Củng cố, tăng cường quốc phòng, an ninh; kiên quyết, kiên trì đấu tranh bảo vệ và giữ vững độc lập, chủ quyền, thống nhất, toàn vẹn lãnh thổ của Tổ quốc; giữ vững an ninh chính trị, trật tự, an toàn xã hội; (12) Nâng cao hiệu quả hoạt động đối ngoại, chủ động hội nhập quốc tế, tạo môi trường hòa bình và điều kiện thuận lợi để phát triển đất nước.
- Về trách nhiệm của các cấp, các ngành trong tổ chức thực hiện.
D. Đối với Dự thảo báo cáo tổng kết công tác xây dựng Đảng và thi hành Điều lệ Đảng nhiệm kỳ Đại hội XII
- Về công tác xây dựng Đảng, tập trung thảo luận, cho ý kiến về: (1) Đánh giá ưu điểm, thành tựu và hạn chế, khuyết điểm, nguyên nhân, bài học kinh nghiệm đã nêu trong dự thảo Báo cáo, nhất là kết quả thực hiện 10 nhóm nhiệm vụ của công tác xây dựng Đảng; (20) Phương hướng, nhiệm vụ, giải pháp nhiệm kỳ Đại hội XIII, nhất là 10 nhóm nhiệm vụ, giải pháp; ba nhiệm vụ trọng tâm và ba giải pháp đột phá.
- Về thi hành Điều lệ Đảng, tập trung thảo luận, cho ý kiến về nhận định, đánh giá tổng quát; những hạn chế, vướng mắc, bất cập trong thi hành Điều lệ Đảng.

### Công tác nhân sự
Tại kỳ họp 6 Ban Chấp hành Trung ương khóa XII đã bàn và quyết nghị quy hoạch Ban Chấp hành Trung ương, Bộ Chính trị, Ban Bí thư và các chức danh lãnh đạo chủ chốt của Đảng và Nhà nước, với các tiêu chuẩn được đặt ra. Công tác chuẩn bị nhân sự cho Đại hội 13 là một trong những chủ đề quan trọng trong lịch trình làm việc của cả ba Hội nghị cuối, thứ 12, 13 và 14 của Ban Chấp hành Trung ương Đảng khóa 11. Các vị trí chủ chốt bao gồm: Ban chấp hành Trung ương, Bộ Chính trị, Ban Bí thư khóa 13 và bốn nhân sự lãnh đạo chủ chốt khóa 13 (Tổng Bí thư Đảng, Chủ tịch nước, Thủ tướng, Chủ tịch Quốc hội). Cơ cấu 200 người vào Ban Chấp hành Trung ương Đảng gồm 180 ủy viên chính thức, 20 ủy viên dự khuyết.

### Các điều động, luân chuyển nhân sự trước Đại hội XIII

#### Hà Nội
Ngày 7/2/2020, ông Vương Đình Huệ – Ủy viên Bộ Chính trị, Phó thủ tướng thôi tham gia Ban cán sự đảng Chính phủ; được điều động, phân công tham gia Ban chấp hành, Ban Thường vụ, giữ chức Bí thư Thành ủy Hà Nội nhiệm kỳ 2015 – 2020. Trong khi người tiền nhiệm của ông là ông Hoàng Trung Hải, Ủy viên Bộ Chính trị, được phân công làm Phó trưởng bộ phận thường trực chuyên trách Tiểu ban Văn kiện Đại hội XIII.
Đến ngày 18/9/2020, Bộ Chính trị quyết định ông Chu Ngọc Anh – Ủy viên Trung ương Đảng, Bộ trưởng Bộ Khoa học và Công nghệ về tham gia Ban chấp hành Đảng bộ, Ban thường vụ Thành ủy, giữ chức Phó Bí thư Thành ủy Hà Nội nhiệm kỳ 2015 – 2020. Sau đó 7 ngày, HĐND thành phố đã bãi nhiệm ông Nguyễn Đức Chung và bầu ông Chu Ngọc Anh làm Chủ tịch Hà Nội.

#### Bộ Kế hoạch và Đầu tư
Cuối tháng 4/2019, Ban Bí thư chỉ định ông Lê Quang Mạnh, thứ trưởng Bộ Kế hoạch và Đầu tư giữ chức Phó bí thư Thành ủy Cần Thơ.
Tháng 6/2019, HĐND TP Cần Thơ bầu ông Mạnh làm Chủ tịch thành phố. Tại Đại hội Đảng bộ TP Cần Thơ cuối tháng 9, ông Mạnh được bầu giữ chức Bí thư Thành ủy nhiệm kỳ 2020 - 2025. Ông Lê Quang Mạnh năm nay 46 tuổi, quê Hà Nội, tiến sĩ kinh tế.
Đầu tháng 3/2020, Ban Bí thư chỉ định thứ trưởng Kế hoạch Đầu tư Nguyễn Đức Trung (46 tuổi, quê Thanh Hóa, thạc sĩ kinh tế) tham gia Ban chấp hành, Ban Thường vụ và giữ chức Phó bí thư Tỉnh ủy Nghệ An nhiệm kỳ 2015 – 2020. Ông Trung sau đó được HĐND tỉnh Nghệ An bầu làm Chủ tịch tỉnh.
Tháng 8/2020, Thứ trưởng Bộ Kế hoạch và Đầu tư Vũ Đại Thắng (45 tuổi, Thạc sĩ Quan hệ Quốc tế) được Bộ Chính trị điều động, chỉ định tham gia Ban chấp hành, Ban Thường vụ và giữ chức Bí thư Tỉnh ủy Quảng Bình nhiệm kỳ 2015 – 2020. Trước đó, ông Hoàng Đăng Quang thôi giữ chức Bí thư Tỉnh ủy Quảng Bình để làm Phó trưởng Ban Tổ chức Trung ương.

#### Bộ Giáo dục và Đào tạo
Tính từ tháng 2/2020 đến tháng 10/2020, Bộ Giáo dục Đào tạo đã có thêm 3 Thứ trưởng. Ngày 13/2/2020, ông Phạm Ngọc Thưởng, Chủ tịch UBND tỉnh Lạng Sơn (52 tuổi, tiến sĩ ngữ văn), được điều động làm Thứ trưởng Bộ Giáo dục và Đào tạo. Ngày 9/9 cùng năm, bà Ngô Thị Minh, (56 tuổi, quê Quảng Ninh; Phó chủ nhiệm Ủy ban Văn hóa Giáo dục, Thanh niên thiếu niên, nhi đồng của Quốc hội) được bổ nhiệm làm Thứ trưởng Giáo dục và Đào tạo. Thứ trưởng thứ 3 vừa được bổ nhiệm hôm 2/10 là ông Hoàng Minh Sơn, Chủ tịch Hội đồng trường Đại học Bách khoa Hà Nội.

#### Các bộ ngành khác
Bộ Lao động Thương binh Xã hội có thứ trưởng Lê Quân (46 tuổi, quê Quảng Ngãi, giáo sư, tiến sĩ khoa học quản lý) được Ban Bí thư chỉ định tham gia Ban chấp hành, Ban Thường vụ Tỉnh ủy Cà Mau, giữ chức Phó bí thư Tỉnh ủy. Đầu tháng 9, HĐND tỉnh đã bầu ông Lê Quân giữ chức Chủ tịch tỉnh Cà Mau nhiệm kỳ 2016 – 2020.

#### Các tỉnh thành khác
Đầu tháng 7/2020, ông Quản Minh Cường – Phó Ban Tổ chức Trung ương (51 tuổi, quê Lào Cai, tiến sĩ) được Ban Bí thư chỉ định tham gia Ban chấp hành, Ban thường vụ, giữ chức phó bí thư Tỉnh ủy Đồng Nai nhiệm kỳ 2015 – 2020.
Tháng 8/2020, Ban Bí thư chỉ định ông Đặng Ngọc Huy (45 tuổi, quê Hà Nội, thạc sĩ Luật), Phó Trưởng ban Công tác đại biểu thuộc Ủy ban Thường vụ Quốc hội giữ chức Phó bí thư Thường trực Tỉnh ủy Quảng Ngãi.
Vị trí lãnh đạo Ninh Bình thay đổi hồi tháng 4, khi bà Nguyễn Thị Thanh – Bí thư Tỉnh ủy Ninh Bình, được Bộ Chính trị điều động giữ chức Phó trưởng Ban tổ chức Trung ương, Phó trưởng Ban công tác đại biểu thuộc Ủy ban thường vụ Quốc hội. Sau đó, bà Nguyễn Thị Thu Hà, Chủ tịch Hội liên hiệp phụ nữ Việt Nam, luân chuyển về kế nhiệm bà Thanh. Bà Thu Hà năm nay 50 tuổi, quê Ninh Bình, là PGS tâm lý học.
Tại Kon Tum, vào ngày 30/5, Ban Tổ chức Trung ương đã trao quyết định ông Nguyễn Văn Hùng – Ủy viên Trung ương Đảng, Ủy viên Ủy ban Kiểm tra Trung ương khóa XII, thôi giữ chức Bí thư Tỉnh ủy Kon Tum để về công tác tại Ủy ban Kiểm tra Trung ương.
Ông Dương Văn Trang – Bí thư Tỉnh ủy, Chủ tịch HĐND tỉnh Gia Lai, thôi giữ chức Bí thư Tỉnh ủy Gia Lai và được chỉ định giữ chức Bí thư Tỉnh ủy Kon Tum nhiệm kỳ 2015 - 2020.
Cũng trong tháng 5/2020, Bí thư Tỉnh ủy, Chủ tịch HĐND tỉnh Thái Bình Nguyễn Hồng Diên được điều động giữ chức Phó Ban Tuyên giáo Trung ương. Sau đó, Ban chấp hành Đảng bộ tỉnh Thái Bình đã bầu ông Ngô Đông Hải – Phó bí thư thường trực Tỉnh ủy, giữ chức Bí thư Tỉnh ủy.
Tại Thái Nguyên, sau khi ông Trần Quốc Tỏ – Bí thư Tỉnh ủy được bổ nhiệm làm Thứ trưởng Công an, Bộ Chính trị đã điều động bà Nguyễn Thanh Hải – Trưởng ban Dân nguyện thuộc Ủy ban thường vụ Quốc hội, giữ chức Bí thư Tỉnh ủy thay ông Tỏ.
Tại kỳ họp Quốc hội giữa năm, ông Dương Thanh Bình – Bí thư Tỉnh ủy Cà Mau, được bầu làm Ủy viên Ủy ban Thường vụ Quốc hội; giữ chức Trưởng Ban Dân nguyện thay bà Nguyễn Thanh Hải.
Trong tháng 7/2020, 4 cán bộ ở địa phương được điều động về Trung ương. Đầu tiên là Bí thư Tỉnh ủy Bạc Liêu Nguyễn Quang Dương giữ chức Phó trưởng Ban Tổ chức Trung ương. Ông Lữ Văn Hùng, Bí thư Tỉnh ủy Hậu Giang, được phân công làm Bí thư Tỉnh ủy Bạc Liêu thay ông Dương.
Ngày 16/7/2020, Bộ Chính trị điều động Bí thư Tỉnh ủy, Chủ tịch HĐND tỉnh Phú Yên Huỳnh Tấn Việt tham gia Ban chấp hành, Ban Thường vụ và giữ chức Phó Bí thư Đảng ủy Khối các cơ quan Trung ương.
Ngày 23/7/2020, ông Nguyễn Văn Hùng, Bí thư Tỉnh ủy Quảng Trị, được Thủ tướng bổ nhiệm giữ chức Thứ trưởng Bộ Văn hóa, Thể thao và Du lịch.
Bộ Chính trị điều động ông Lê Quang Tùng – Thứ trưởng Bộ Văn hoá Thể thao Du lịch, tham gia Ban chấp hành, Ban thường vụ và giữ chức Bí thư Tỉnh ủy Quảng Trị nhiệm kỳ 2015 – 2020.
Ngày 29/7/2020, ông Trương Quang Hoài Nam, Phó chủ tịch UBND TP Cần Thơ được bổ nhiệm làm Phó trưởng Ban Đối ngoại Trung ương.
Tại Yên Bái, đại hội Đảng bộ tỉnh bầu ông Đỗ Đức Duy – Chủ tịch UBND tỉnh, làm Bí thư Tỉnh ủy nhiệm kỳ mới; sau đó, bà Phạm Thị Thanh Trà – nguyên Bí thư Tỉnh ủy, Chủ tịch HĐND tỉnh, được bổ nhiệm làm Thứ trưởng Nội vụ ngày 24/9.
Cũng trong tháng 9, Thủ tướng bổ nhiệm ông Lê Minh Hoan, Bí thư Tỉnh ủy Đồng Tháp, giữ chức Thứ trưởng Bộ Nông nghiệp và Phát triển nông thôn.
Gần đây nhất, ngày 5/10, ông Nguyễn Thanh Nghị, Bí thư Tỉnh ủy Kiên Giang, được bổ nhiệm làm Thứ trưởng Xây dựng. 6 năm trước, ông Nghị từng giữ chức vụ này trước khi luân chuyển làm Phó bí thư Tỉnh ủy Kiên Giang.
Cùng ngày, Thủ tướng bổ nhiệm ông Trần Văn Sơn – Bí thư Tỉnh ủy Điện Biên, làm Phó chủ nhiệm Văn phòng Chính phủ.

## Diễn biến

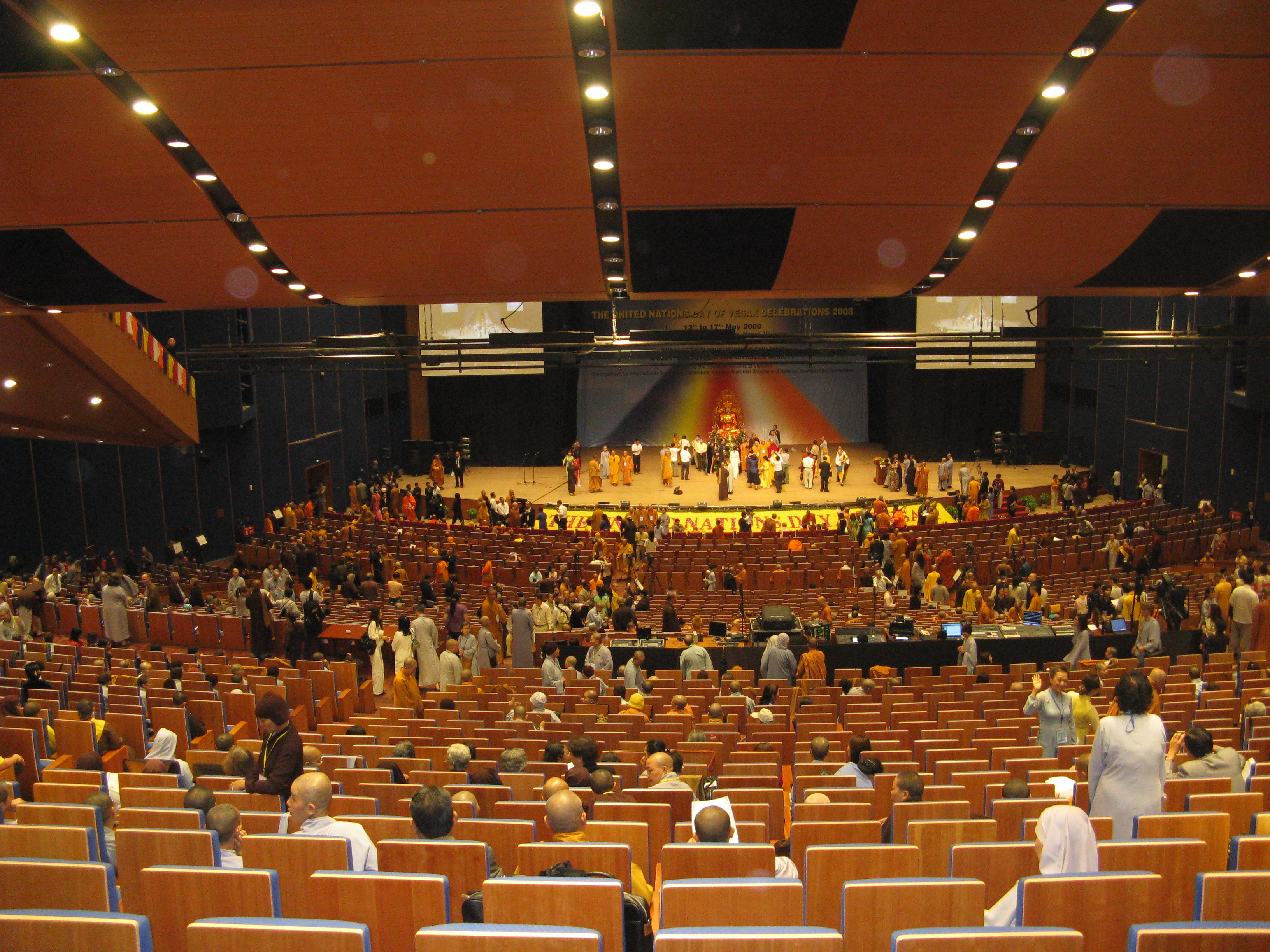
Trung tâm Hội nghị Quốc gia, nơi diễn ra đại hội

### Ngày 25/1: Họp phiên trù bị
Ngày 25/1/2021, Đại hội Đảng Cộng sản Việt Nam lần thứ 13 họp phiên trù bị tại Trung tâm hội nghị quốc gia Mỹ Đình. Trước giờ khai mạc các đại biểu vào viếng lăng Chủ tịch Hồ Chí Minh.
Đại hội đã biểu quyết tán thành, nhất trí cao thông qua Chương trình phiên họp trù bị, Quy chế làm việc của Đại hội, Chương trình làm việc và Quy chế bầu cử tại Đại hội đại biểu toàn quốc lần thứ XIII của Đảng.
Đại hội đã bầu Đoàn Chủ tịch gồm 17 người trong đó có 16 Ủy viên Bộ Chính trị và ông Trần Thanh Mẫn, Bí thư Trung ương Đảng, Chủ tịch Ủy ban Trung ương MTTQ Việt Nam. Đại hội bầu Đoàn Thư ký gồm 5 người và Ban Thẩm tra tư cách đại biểu dự Đại hội gồm 13 người.
Đại hội đã biểu quyết tán thành, nhất trí thông qua Báo cáo thẩm tra tư cách đại biểu Đại hội XIII của Đảng do Ban Thẩm tra tư cách đại biểu trình. Theo đó, tất cả 1.587 đại biểu được triệu tập dự Đại hội đều đủ tư cách đại biểu Đại hội.

### Ngày 26/1: Khai mạc
Dự Đại hội có 1.587 đại biểu thay mặt cho hơn 5 triệu đảng viên toàn quốc. Trong đó có 191 Ủy viên Ban Chấp hành Trung ương Đảng khóa XII, 1.381 đại biểu được bầu từ đại hội đảng bộ các tỉnh, thành phố và đảng bộ trực thuộc Trung ương, 15 đại biểu thuộc Đảng bộ Ngoài nước do Trung ương chỉ định theo quy định. Tới dự Đại hội có các đại biểu khách mời: Nông Đức Mạnh, nguyên Tổng Bí thư Ban Chấp hành Trung ương Đảng Cộng sản Việt Nam. Các nguyên Ủy viên Bộ Chính trị, nguyên Chủ tịch nước Cộng hòa Xã hội chủ nghĩa Việt Nam: Trần Đức Lương, Nguyễn Minh Triết, Trương Tấn Sang; Nguyễn Tấn Dũng, nguyên Ủy viên Bộ Chính trị, nguyên Thủ tướng Chính phủ nước Cộng hòa Xã hội chủ nghĩa Việt Nam; các nguyên Ủy viên Bộ Chính trị, nguyên Chủ tịch Quốc hội nước Cộng hòa Xã hội chủ nghĩa Việt Nam: Nguyễn Văn An, Nguyễn Sinh Hùng; các nguyên Ủy viên Bộ Chính trị, nguyên Bí thư Trung ương Đảng; các nguyên Phó Chủ tịch nước, Phó Chủ tịch Quốc hội, Phó Thủ tướng Chính phủ; các nguyên Ủy viên Trung ương Đảng từ khóa III đến khóa VII; các Ủy viên Ủy ban Kiểm tra Trung ương khóa XII. Đến dự Đại hội có đại diện các Mẹ Việt Nam Anh hùng, nhân sĩ, trí thức, văn nghệ sĩ, chức sắc tôn giáo; đại diện thanh niên. Đến dự Đại hội, có các đại sứ, đại diện các nước và trưởng đại diện các tổ chức quốc tế trong đoàn ngoại giao tại Hà Nội
Chủ tịch Quốc hội Nguyễn Thị Kim Ngân điều hành phiên họp. Thủ tướng Nguyễn Xuân Phúc đọc diễn văn khai mạc Đại hội. Tổng Bí thư, Chủ tịch nước Nguyễn Phú Trọng đọc báo cáo chung của Ban Chấp hành Trung ương Đảng khóa 12 về các văn kiện đại hội.
Ông Trần Quốc Vượng, Ủy viên Bộ Chính trị, Thường trực Ban Bí thư, Trưởng tiểu ban Tổ chức phục vụ Đại hội 13 đọc báo cáo kiểm điểm sự lãnh đạo, chỉ đạo của Đảng của Ban Chấp hành Trung ương Đảng khóa 12.
Chiều cùng ngày, các đoàn thảo luận về văn kiện đại hội.

### Thảo luận văn kiện

#### Ngày27 tháng 1năm 2021
Đại hội làm việc cả ngày tại Hội trường, thảo luận các văn kiện Đại hội XIII.

##### Buổi sáng:
Nguyễn Xuân Phúc, Ủy viên Bộ Chính trị, Thủ tướng Chính phủ nước Cộng hòa Xã hội chủ nghĩa Việt Nam thay mặt Đoàn Chủ tịch điều hành phiên họp.
Đã có 12 đại biểu thuộc các đoàn đại biểu, các đảng bộ, đảng đoàn, ban cán sự đảng, cơ quan phát biểu ý kiến: Mặt trận Tổ quốc Việt Nam, Quân đội, Công an, Toà án nhân dân tối cao, Bộ Tài chính, thành phố Hà Nội, Ban Dân vận Trung ương, Thành phố Hồ Chí Minh, Ban Đối ngoại Trung ương, tỉnh Bắc Giang, Bộ Giáo dục và Đào tạo, tỉnh Lâm Đồng.

##### Buổi chiều:
Phạm Minh Chính, Ủy viên Bộ Chính trị, Bí thư Trung ương Đảng, Trưởng Ban Tổ chức Trung ương thay mặt Đoàn Chủ tịch điều hành phiên họp.
Trong phiên buổi chiều, đã có 11 đại biểu thuộc các đoàn đại biểu, các đảng bộ, đảng đoàn, ban cán sự đảng, cơ quan phát biểu ý kiến: Bộ Nông nghiệp và Phát triển Nông thôn, Ngân hàng Nhà nước Việt Nam, Tổng Liên đoàn Lao động Việt Nam, Bộ Tài Nguyên và Môi trường, Ủy ban Kiểm tra Trung ương, Bộ Ngoại giao, tỉnh Đồng Tháp, Ủy ban Dân tộc, Hội Liên hiệp Phụ nữ Việt Nam, Bộ Lao động - Thương binh và Xã hội, Bộ Văn hoá - Thể thao và Du lịch.

#### Sáng ngày28 tháng 1năm 2021
Đại hội làm việc tại Hội trường, tiếp tục thảo luận các văn kiện Đại hội XIII. Vương Đình Huệ, Ủy viên Bộ Chính trị, Bí thư Thành ủy Hà Nội thay mặt Đoàn Chủ tịch điều hành phiên họp.
Đã có 13 đại biểu thuộc các đoàn đại biểu, các đảng bộ, đảng đoàn, ban cán sự đảng, cơ quan phát biểu ý kiến, gồm: Bộ Nội vụ, tỉnh Bến Tre, Trung ương Đoàn Thanh niên Cộng sản Hồ Chí Minh, tỉnh Yên Bái, Bộ Công thương, Khối Doanh nghiệp Trung ương, thành phố Cần Thơ, tỉnh Quảng Ninh, thành phố Đà Nẵng, Bộ Khoa học và Công nghệ, Bộ Thông tin và Truyền thông, Khối các cơ quan Trung ương, tỉnh Kon Tum.
Tính đến ngày làm việc thứ ba, đã có 36 ý kiến phát biểu tại Hội trường và 788 ý kiến phát biểu tại Đoàn về các văn kiện Đại hội XIII.

### Báo cáo nhân sự

#### Chiều ngày28 tháng 1năm 2021
Đại hội làm việc tại Hội trường về công tác nhân sự Ban Chấp hành Trung ương Đảng khóa XIII. Trần Quốc Vượng, Ủy viên Bộ Chính trị, Thường trực Ban Bí thư thay mặt Đoàn Chủ tịch điều hành phiên họp.
Phạm Minh Chính, Ủy viên Bộ Chính trị, Bí thư Trung ương Đảng, Trưởng Ban Tổ chức Trung ương thay mặt Đoàn Chủ tịch đọc Báo cáo của Ban Chấp hành Trung ương Đảng khóa XII về công tác nhân sự Ban Chấp hành Trung ương Đảng khóa XIII.
Đại hội đã thảo luận và biểu quyết thông qua số lượng Ủy viên Ban Chấp hành Trung ương Đảng khóa XIII là 200 ủy viên, gồm 180 Ủy viên chính thức và 20 Ủy viên dự khuyết.
Sau đó, các đại biểu về thảo luận tại Đoàn.

#### Ngày29 tháng 1năm 2021
Đại hội làm việc cả ngày tại đoàn về công tác nhân sự Ban Chấp hành Trung ương Đảng khóa XIII.

##### Buổi sáng:
- Các đại biểu tiếp tục nghiên cứu tài liệu và thảo luận về nhân sự được dự kiến giới thiệu vào Ban Chấp hành Trung ương Đảng khóa XIII; ghi Phiếu ứng cử, đề cử (bổ sung) vào Ban Chấp hành Trung ương Đảng khóa XIII.
- Tiểu ban Nhân sự nhận báo cáo của các đoàn về việc ứng cử, đề cử.
- Đoàn Chủ tịch nghe các Trưởng đoàn báo cáo về danh sách ứng cử, đề cử (bổ sung) vào Ban Chấp hành Trung ương Đảng khóa XIII.

##### Buổi chiều:
Đoàn Chủ tịch thông báo tổng hợp danh sách ứng cử, đề cử (bổ sung) Ban Chấp hành Trung ương Đảng khóa XIII đến các đoàn.
- Các đại biểu ghi Phiếu xin rút khỏi danh sách ứng cử, đề cử Ban Chấp hành Trung ương Đảng khóa XIII.
- Đoàn Chủ tịch họp để xem xét các trường hợp xin rút khỏi danh sách ứng cử, đề cử.
- Đoàn Thư ký xin ý kiến Đoàn Chủ tịch về những vấn đề Đại hội cần biểu quyết trong các văn kiện Đại hội XIII.

### Bầu Ban Chấp hành Trung ương
Ngày 30 tháng 1 năm 2021, Đại hội làm việc tại Hội trường. Ông Trần Quốc Vượng, Ủy viên Bộ Chính trị, Thường trực Ban Bí thư thay mặt Đoàn Chủ tịch điều hành ngày làm việc thứ năm của Đại hội.

#### Buổi sáng:
- Đại hội thông qua việc điều chỉnh Chương trình làm việc của Đại hội. Theo đó, Đại hội sẽ bế mạc trong ngày thứ Hai, ngày 1 tháng 2 năm 2021.
- Phạm Minh Chính, Ủy viên Bộ Chính trị, Bí thư Trung ương Đảng, Trưởng Ban Tổ chức Trung ương, thay mặt Đoàn Chủ tịch đọc Báo cáo của Đoàn Chủ tịch Đại hội về kết quả thảo luận của các đại biểu đối với Báo cáo của Ban Chấp hành Trung ương Đảng khóa XII về công tác nhân sự Ban Chấp hành Trung ương Đảng khóa XIII.
- Đại hội bầu Ban Kiểm phiếu.
- Đại hội thực hiện quy trình biểu quyết thông qua danh sách ứng cử, đề cử, các trường hợp xin rút khỏi danh sách ứng cử, đề cử Ban Chấp hành Trung ương Đảng khóa XIII.
- Đại hội thông qua danh sách bầu cử Ban Chấp hành Trung ương Đảng khóa XIII (cả chính thức và dự khuyết).

#### Buổi chiều:
- Võ Văn Thưởng, Ủy viên Bộ Chính trị, Bí thư Trung ương Đảng, Trưởng Ban Tuyên giáo Trung ương, thay mặt Đoàn Chủ tịch đọc Báo cáo tiếp thu, giải trình của Đoàn Chủ tịch Đại hội về ý kiến thảo luận của các đại biểu đối với các văn kiện trình Đại hội đại biểu toàn quốc lần thứ XIII của Đảng.
- Ban Kiểm phiếu hướng dẫn việc ghi phiếu và bỏ phiếu bầu cử Ban Chấp hành Trung ương Đảng khóa XIII.
- Đại biểu nhận phiếu bầu cử, ghi phiếu bầu cử và bỏ phiếu bầu cử Ban Chấp hành Trung ương Đảng khóa XIII.
- Ban Kiểm phiếu tiến hành kiểm phiếu bầu cử Ban Chấp hành Trung ương Đảng khóa XIII. Sau khi hoàn thành công tác kiểm phiếu, sẽ thông báo danh sách Ban Chấp hành Trung ương Đảng khóa XIII (cả chính thức và dự khuyết).
Bài chi tiết: Ban Chấp hành Trung ương Đảng Cộng sản Việt Nam khoá XIII
- Một số nhân sự được Trung ương giới thiệu để bầu ủy viên chính thức BCH TW không trúng cử bao gồm:
1. Phùng Xuân Nhạ, Bộ trưởng Bộ Giáo dục và Đào tạo.
2. Triệu Tài Vinh, Phó Trưởng ban Kinh tế Trung ương.
3. Nguyễn Khắc Toàn, Phó Bí thư Thường trực Tỉnh ủy Khánh Hòa.
4. Nguyễn Thị Thúy Ngần, Phó Chủ nhiệm Văn phòng Quốc hội.
5. Nguyễn Sỹ Hiệp, Phó Chủ nhiệm Văn phòng Chính phủ.
6. Đỗ Văn Bảnh, Phó Chính ủy Quân khu 7.
7. Nguyễn Thái Học, Phó Trưởng ban Nội chính Trung ương.

### Trung ương Đảng bầu Bộ Chính trị, Ban Bí thư, Tổng Bí thư
Ngày 31 tháng 1 năm 2021, Ban Chấp hành Trung ương khóa XIII họp phiên thứ nhất để bầu Bộ Chính trị, bầu Tổng Bí thư trong số các ủy viên Bộ Chính trị mới, bầu Ban Bí thư, Ủy ban Kiểm tra Trung ương và Chủ nhiệm Ủy ban này. Ban Chấp hành Trung ương khóa XIII giao Bộ Chính trị phân công một số Ủy viên Bộ Chính trị tham gia Ban Bí thư. Ông Nguyễn Phú Trọng đã tái đắc cử chức vụ Tổng Bí thư.

### Bế mạc, họp báo

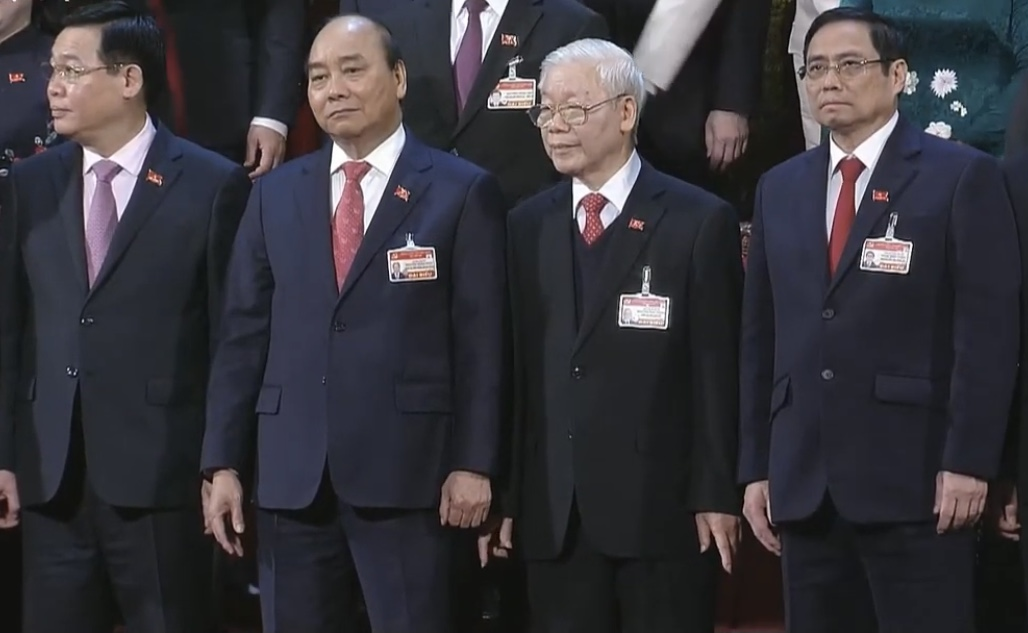
Bốn chức danh lãnh đạo cao nhất Việt Nam được bầu tại Hội nghị Trung ương lần I khóa XIII theo thứ tự trái sang phải: Chủ tịch Quốc hội Vương Đình Huệ, Chủ tịch nước Nguyễn Xuân Phúc, Tổng Bí thư Nguyễn Phú Trọng, Thủ tướng Phạm Minh Chính đứng cạnh nhau.

Thay mặt Đoàn Chủ tịch Đại hội, bà Nguyễn Thị Kim Ngân, Chủ tịch Quốc hội điều khiển phiên bế mạc.
Thay mặt Đoàn Thư ký Đại hội, bà Nguyễn Thanh Hải, Ủy viên Đoàn Thư ký đọc danh sách các chính đảng, tổ chức và bạn bè quốc tế gửi thư, điện chúc mừng Đại hội lần thứ XIII của Đảng.
Ông Thuận Hữu, Ủy viên Trung ương Đảng khóa XII, Tổng Biên tập Báo Nhân dân, Chủ tịch Hội Nhà báo Việt Nam, Ủy viên Đoàn Thư ký Đại hội báo cáo kết quả biểu quyết một số nội dung trong các Văn kiện Đại hội XIII của Đảng. Các nội dung:
- "Mục tiêu đến năm 2025 là nước đang phát triển có công nghiệp theo hướng hiện đại vượt qua mức thu nhập trung bình thấp": đồng ý có 1.019 phiếu (96,02%), không đồng ý có 1 phiếu (0,06%), không rõ chính kiến 7 phiếu (0,44%)
- "đến năm 2030 là nước đang phát triển có công nghiệp hiện đại, thu nhập trung bình cao": đồng ý có 1.514 phiếu (95,7%), không đồng ý có 2 phiếu (0,13%), không rõ chính kiến có 11 phiếu (0,7%)
- "đến năm 2045 trở thành nước phát triển thu nhập cao": đồng ý có 1.512 phiếu (95,58%), không đồng ý có 3 phiếu (0,19%), không rõ chính kiến có 12 phiếu (0,76%).

Thay mặt Đoàn Chủ tịch Đại hội, ông Võ Văn Thưởng báo cáo kết quả bầu Bộ Chính trị, Tổng Bí thư, Ban Bí thư, Ủy ban Kiểm tra Trung ương, Chủ nhiệm Ủy ban Kiểm tra Trung ương khóa XIII.
Thay mặt Ban Chấp hành Trung ương Đảng khóa XIII, Tổng Bí thư, Chủ tịch nước Nguyễn Phú Trọng phát biểu nêu rõ: "Tôi xin chân thành cảm ơn Đại hội, cảm ơn các đồng chí đại biểu Đại hội đã tin cậy, tín nhiệm, bầu chúng tôi vào cơ quan lãnh đạo cao nhất của Đảng giữa hai kỳ Đại hội; giao cho chúng tôi trọng trách hết sức lớn lao nhưng vô cùng vinh dự".
Đại hội cũng nghe báo cáo kết quả biểu quyết một số vấn đề trong các văn kiện và thông qua nghị quyết đại hội. Ông Lê Minh Hưng, tân Bí thư Trung ương Đảng, Trưởng đoàn thư ký Đại hội XIII, đọc dự thảo nghị quyết đại hội. Đại hội Đảng XIII quyết nghị không sửa Điều lệ Đảng. Đại hội giao Ban Chấp hành Trung ương Đảng khóa XIII chỉ đạo nghiên cứu, tiếp thu để điều chỉnh thông qua các quy định hướng dẫn của Trung ương.
Đại hội đồng ý ông Nguyễn Phú Trọng, Tổng Bí thư Ban chấp hành Trung ương Đảng khóa XII, tái cử Ban Chấp hành Trung ương Đảng, Bộ Chính trị khóa XIII, để bầu giữ chức Tổng Bí thư khóa mới.
Đại hội đã biểu quyết đồng ý 100% về dự thảo Nghị quyết Đại hội XIII. Mục tiêu đề ra: Đến năm 2025 là nước đang phát triển có công nghiệp theo hướng hiện đại vượt qua mức thu nhập trung bình thấp, đến năm 2030 là nước đang phát triển có công nghiệp hiện đại, thu nhập trung bình cao, đến năm 2045 trở thành nước phát triển thu nhập cao. Về kinh tế giai đoạn 2021-2025 tốc độ tăng trưởng kinh tế bình quân năm 6,5%-7%/năm, đến năm 2025 GDP bình quân đầu người khoảng 4.700 - 5.000 USD...
Tổng Bí thư, Chủ tịch nước Nguyễn Phú Trọng đọc diễn văn bế mạc đại hội.
Tổng Bí thư, Chủ tịch nước Nguyễn Phú Trọng chủ trì họp báo. Ông Nguyễn Phú Trọng cho biết:
| “ | Bây giờ tôi không được khỏe lắm, tuổi cũng đã cao, cũng xin nghỉ rồi, thế nhưng Đại hội bầu phải làm, Đảng viên thì phải chấp hành. | ” |

### Truyền thông

#### Trong nước
Đại hội được phát thanh trực tiếp trên VOV1 và truyền hình trực tiếp trên kênh Truyền hình Quốc hội Việt Nam, kênh VTV1 VTV5 VTV8 VTV2, VTC1, VOVTV, ANTV, QPVN, Truyền hình Nhân Dân và được tiếp sóng trên các đài phát thanh truyền hình trong cả nước.

#### Quốc tế[9]
Trong ngày khai mạc (25 tháng 1), các hãng tin Reuters, BBC, v.v.. đã thông tin về lễ khai mạc Đại hội đại biểu toàn quốc lần thứ XIII của Đảng Cộng sản Việt Nam tại thủ đô Hà Nội và nội dung bài phát biểu của Tổng Bí thư Nguyễn Phú Trọng.
Trước đó, Tạp chí "Thế giới đa cực" của Nga ngày 20 tháng 1 đăng bài viết có tiêu đề "Đại hội XIII của Đảng Cộng sản Việt Nam - cột mốc lịch sử trong đời sống Việt Nam" của phóng viên Pavel Vinogradov tập trung phân tích bối cảnh cũng như ý nghĩa của Đại hội Đảng lần thứ XIII đối với đời sống chính trị-xã hội tại Việt Nam. Bài viết cũng bày tỏ tin tưởng Đại hội XIII sẽ tạo động lực mạnh mẽ cho sự phát triển của Việt Nam theo hướng hiện đại, kể cả trong lĩnh vực công nghệ cao. Tác giả bài viết cho rằng nội dung các dự thảo văn kiện trình Đại hội thể hiện tầm nhìn chiến lược và cách tiếp cận sáng tạo của các cơ quan lãnh đạo của Đảng, cũng như quyết tâm của dân tộc Việt Nam phấn đấu xây dựng đất nước "đàng hoàng hơn, to đẹp hơn", nhân dân ấm no, hạnh phúc.
Các báo lớn của Trung Quốc như Nhân Dân nhật báo, Tân Hoa Xã, website của Bộ Thương mại... đều đồng loạt đưa tin Đại hội XIII của Đảng Cộng sản Việt Nam sẽ diễn ra từ ngày 25 tháng 1 đến 2 tháng 2 năm 2021. Trang caixin.com, một trang tin tức tổng hợp hàng đầu của Trung Quốc cũng đã bầu chọn Đại hội XIII của Đảng Cộng sản Việt Nam là sự kiện tiêu biểu của thế giới trong tuần tới. Theo đó, Đại hội XIII của Đảng Cộng sản Việt Nam sẽ có sự tham dự của 1.587 đại biểu, đại diện cho hơn 5,1 triệu đảng viên. Đại hội lần này sẽ bầu ra Ban Chấp hành Trung ương và tập thể lãnh đạo khóa mới.
Kênh DW của Đức cũng đưa tin và đánh giá cao thành quả chống dịch viêm đường hô hấp cấp COVID-19 và phát triển kinh tế của Việt Nam, cũng như đề cập một số điểm mà ban lãnh đạo mới của Việt Nam sẽ ưu tiên giải quyết trong 5 năm tới. Theo DW, Đại hội Đảng là sự kiện chính trị quan trọng nhất của Việt Nam. Đại hội đại biểu toàn quốc lần thứ XIII của Đảng Cộng sản Việt Nam sẽ bầu ban lãnh đạo mới và hoạch định chính sách trong 5 năm tới, trong đó đại dịch COVID-19, vấn đề thương mại và biến đổi khí hậu sẽ nằm trong ưu tiên giải quyết của ban lãnh đạo mới.
Nguyễn Hồng Diên, Ủy viên Trung ương Đảng, Phó Trưởng Ban Tuyên giáo Trung ương, Ủy viên Đoàn Thư ký Đại hội thông báo về việc tiếp tục có thêm 83 chính đảng, tổ chức và bạn bè quốc tế gửi điện, thư chúc mừng đến Đại hội XIII.
Vương Đình Huệ, Ủy viên Bộ Chính trị, Bí thư Thành ủy Hà Nội thay mặt Đoàn Chủ tịch và toàn thể Đại hội cảm ơn các chính đảng, tổ chức và bạn bè quốc tế đã gửi điện, thư chúc mừng Đại hội XIII Đảng Cộng sản Việt Nam.
Gần đây, nhiều tờ báo lớn và uy tín của Algeria đã có hàng loạt bài viết về Đại hội lần thứ XIII ở Việt Nam. Các bài viết đều đánh giá cao tầm quan trọng của đại hội lần này đối với công cuộc xây dựng và phát triển đất nước Việt Nam thời gian tới, cũng như ca ngợi những thành tựu kinh tế, chính trị, xã hội và ngoại giao của Việt Nam trong thời gian qua.
Đặc biệt, việc ông Nguyễn Phú Trọng tái cử chức Tổng Bí thư Đảng đã được nhiều hãng tin, đài báo quốc tế đưa tin như Reuters, The Japan Times, Nikkei Asia, The Times of India, France 24, Tân Hoa Xã, CNA, Bangkok Post, The Tribune, Al Jazeera, The Business Times,  Australian Broadcasting Corporation (ABC), SWI Swissinfo, RFI...
Cũng theo Reuters: Đảng Cộng sản cầm quyền của Việt Nam đã bầu lại Tổng Bí thư 76 tuổi Nguyễn Phú Trọng cho nhiệm kỳ 5 năm thứ ba hiếm hoi vào Chủ nhật, khi quốc gia Đông Nam Á này đang chống chọi với đợt bùng phát COVID-19 lớn nhất kể từ khi đại dịch bắt đầu.

### Điện mừng[25]
Tính đến ngày 26 tháng 1 năm 2021, Đại hội XIII của Đảng Cộng sản Việt Nam đã nhận được 298 điện mừng từ 105 đảng, 4 tổ chức khu vực và quốc tế, 76 tổ chức hữu nghị, 15 đoàn ngoại giao và 15 cá nhân đến từ 79 nước.
Trong đó, 5 điện mừng của các Đảng Cộng sản cầm quyền và các Đảng cầm quyền của các nước láng giềng, bạn bè truyền thống gồm: Đảng Nhân dân Cách mạng Lào, Đảng Cộng sản Trung Quốc, Đảng Nhân dân Campuchia, Đảng Cộng sản Cuba, Đảng Lao động Triều Tiên; 25 điện mừng từ các nước châu Á và châu Đại Dương; 33 điện mừng từ các nước châu Âu; 31 điện mừng từ các nước châu Mỹ; 11 điện mừng từ các nước Trung Đông, châu Phi; 4 điện mừng từ các tổ chức quốc tế.
Từ ngày 27 đến ngày 30 tháng 1 năm 2021, Đại hội tiếp tục nhận được 71 thư, điện chúc mừng của các đảng, tổ chức và bạn bè quốc tế.

### Bên lề
Đại hội Đảng tổ chức trong bối cảnh Đại dịch COVID-19 tại Việt Nam tái bùng phát. Theo hãng tin Reuters, Thủ tướng Nguyễn Xuân Phúc kêu gọi bình tĩnh và hứa hành động nhanh chóng tại một cuộc họp được gọi là vội vàng bên lề Đại hội vào thứ Năm, khi việc đeo khẩu trang tại cuộc họp được thực hiện bắt buộc. Các đại biểu Đại hội đã được kiểm tra virus tại khách sạn của họ vào thứ Năm, truyền thông nhà nước đưa tin. Các biện pháp chống vi rút cũng được tăng cường tại địa điểm Đại hội vào thứ Sáu: tất cả nhân viên phục vụ và phương tiện truyền thông tham dự đều trải qua một vòng kiểm tra khác - lần thứ ba dành cho những người tham gia kể từ khi sự kiện bắt đầu. Bộ Y tế trước đó cho biết họ đã tiến hành 10.000 cuộc kiểm tra liên quan đến đại hội, tất cả đều cho kết quả âm tính. Đại hội cũng tuyên bố rút ngắn thời gian làm việc, bế mạc vào thứ Hai, ngày 1 tháng 2 năm 2021, sớm hơn 1 ngày so với dự kiến.